# Steinborn
Steinborn település Németországban, Rajna-vidék-Pfalz tartományban. Lakosainak száma 187 fő (2023. december 31.).

## Népesség
A település népességének változása:
| Lakosok száma | 245  | 198  | 189  | 181  | 188  | 187  |
|               | 1975 | 2017 | 2019 | 2021 | 2022 | 2023 |